# Ашин, Александр Сергеевич
Александр Сергеевич Ашин (1915—1974) — советский военнослужащий. В военно-воздушных силах Рабоче-крестьянской Красной Армии служил с октября 1936 года по февраль 1946 года. Воинская специальность — воздушный стрелок-радист. Участник Польского похода РККА, Советско-финской и Великой Отечественной войн. Полный кавалер ордена Славы. Воинское звание на момент демобилизации — старший сержант.

## Биография

### До Великой Отечественной войны
Александр Сергеевич Ашин родился 23 октября 1915 года в деревне Левашиха Муромского уезда Владимирской губернии Российской империи (ныне деревня Муромского района Владимирской области Российской Федерации) в крестьянской семье. Русский. Окончил 7 классов неполной средней школы и школу фабрично-заводского ученичества в Муроме. До призыва на военную службу работал токарем на заводе имени Орджоникидзе.
В ряды Рабоче-крестьянской Красной Армии А. С. Ашин был призван Муромским районным военкоматом Горьковской области в октябре 1936 года. Окончил 52-ю школу авиационных специалистов в Орше в 1938 году, получил редкую по тем временам воинскую специальность воздушного стрелка-радиста. Служил в 54-м скоростном бомбардировочном авиационном полку Белорусского военного округа. После окончания срочной службы остался на сверхсрочную. Осенью 1939 года принимал участие в операции по присоединению к СССР Западной Белоруссии, совершив в ходе польской кампании 2 боевых вылета. С февраля 1940 года сражался на Северо-Западном фронте Советско-финской войны. В составе экипажа Александр Сергеевич произвёл 24 боевых вылета на бомбардировку военной инфраструктуры противника преимущественно в район к северо-западу от Вийпури, в ходе которых ему не раз приходилось отбивать атаки финских истребителей. После завершения Зимней войны 54-й СБАП был передислоцирован в Прибалтийский особый военный округ. Эскадрильи полка перед Великой Отечественной войной дислоцировались на аэродромах в Вильнюсе и его окрестностях.

А. С. Ашин с женой Таисией. 1939 год

### От фронтового бомбардировщика до фронтового разведчика
Начало Великой Отечественной войны застало А. С. Ашина на железнодорожном вокзале Вильнюса. Накануне Александр Сергеевич получил отпуск и решил провести его в Муроме, но поезда он так и не дождался. Рано утром вильнюсский железнодорожный узел подвергся налёту вражеской авиации. Ашин с трудом нашёл свою часть, перелетевшую в район Даугавпилса, но повоевать в первые дни войны ему почти не удалось. 54-й скоростной бомбардировочный полк в результате бомбёжки 22 июня потерял до половины самолётов на земле. Оставшиеся бомбардировщики были потеряны в воздушных боях к середине лета. 20 июля 1941 года лётный и технический составы полка были выведены в тыл, где прошли переобучение на бомбардировщиках Пе-2. С ноября 1941 года полк приступили к боевой работе на Западном фронте. В период Битвы за Москву, действуя в районах Клина, Солнечногорска, Истры, Волоколамска и Яхромы, экипаж, в составе которого воевал воздушный стрелок-радист А. С. Ашин, произвёл 8 боевых вылетов на бомбардировку немецких войск. Неоднократно огнём из пулемёта Александр Сергеевич отбивал атаки немецких истребителей. К весне 1942 года на его личном счету значился сбитый «Мессершмитт».
В апреле 1942 года воздушного стрелка-радиста А. С. Ашина перевели в разведывательную авиацию. Новым местом его службы стал 3-й отдельный разведывательный авиационный полк ВВС Западного фронта. Начались полёты как на передний край противника, так и в его глубокие тылы. Работа воздушного разведчика была очень опасна. Экипаж самолёта в одиночку отправлялся на поиск важных и, следовательно, хорошо защищённых средствами ПВО объектов противника, поэтому в любой момент мог подвергнуться атакам вражеских истребителей или попасть под огонь зенитной артиллерии. В такой ситуации всё зависело только от слаженных действий экипажа, опыта и мастерства лётчика, штурмана и воздушного стрелка. Но именно этих качеств не хватало советским воздушным разведчикам в начале войны. В одном из первых вылетов за линию фронта Пе-2, на котором воевал А. С. Ашин, был атакован вражескими истребителями и получил серьёзные повреждения. Лётчик сумел дотянуть до своей территории, но в районе Сталиногорска экипажу пришлось прыгать с парашютами. Скоро Александр Сергеевич со своими боевыми товарищами вернулся в часть, а вот другим экипажам повезло меньше. К маю 1942 года 3-й ОРАП понёс тяжёлые потери и был преобразован в 1-ю отдельную дальнюю разведывательную эскадрилью, которая в июне была обращена на формирование 10-го фронтового ОРАП.

Экипаж самолёта-разведчика Пе-2 перед вылетом на задание. Слева направо штурман младший лейтенант А. С. Иванов, командир экипажа младший лейтенант И. И. Каминский, стрелок-радист старший сержант А. С. Ашин

С августа 1942 года и почти до конца войны Александр Сергеевич воевал в экипаже, командиром которого был И. И. Каминский, а штурманом А. С. Иванов. За первые полгода совместной боевой работы на Пе-2 экипаж стал единым сплочённым коллективом, одним из лучших в полку. Особенно воздушные разведчики отличились во время Второй Ржевско-Вяземской операции. За февраль-март 1943 года, совершая по три боевых вылета в день, они вскрыли оборону противника в районах Смоленска, Вязьмы, Ельни, Ярцево, Дорогобужа, Рославля, Людиново, Жиздры, Брянска и Орла. Как-то раз экипажу была поставлена задача обнаружить расположенный где-то между Брянском и Смоленском вражеский аэродром подскока, который немцы использовали для дозаправки своих бомбардировщиков, доставлявших много хлопот советским наземным войскам. Аэродром был хорошо замаскирован и надёжно защищён средствами ПВО, и засечь его никак не удавалось. Несколько раз пришлось летать на его поиски и экипажу Каминского-Иванова-Ашина. Во время последнего вылета разведчики работали на такой малой высоте, что были уязвимы даже для стрелкового оружия. На этот раз рассмотреть замаскированные самолёты врага и цистерны с горючим экипажу удалось. Александр Сергеевич быстро передал координаты аэродрома на землю, и уже скоро по цели работали советские штурмовики. За добытые ценные разведданные весь экипаж был представлен к высоким правительственным наградам. Старший сержант С. А. Ашин был награждён орденом Красной Звезды.
14 августа 1943 года воздушным разведчикам было приказано произвести разведку и сфотографировать немецкий аэродром в Смоленске. Аэродром хорошо охранялся истребительной авиацией и зенитной артиллерией. Немецкие перехватчики дважды сбивали Пе-2 Ашина с боевого курса, но благодаря слаженной работе лётчика, штурмана и воздушного стрелка, экипажу с третьей попытки удалось прорваться к цели, и заснять на земле 85 немецких самолётов. Ценные разведданные были вовремя доставлены командованию, и по аэродрому нанесла удар штурмовая авиация. За умелую боевую работу перед началом наступления и в ходе Смоленской операции старший сержант А. С. Ашин был награждён орденом Отечественной войны 2-й степени.

### Орден Славы III степени
В результате Смоленской операции войска Западного (с 24 апреля 1944 года — 3-го Белорусского) фронта продвинулись на 200—250 километров, и освободив Смоленскую и частично Калининскую области, вступили на территорию Белорусской ССР. Наступавшие наземные войска с воздуха эффективно поддерживали соединения 1-й воздушной армии, в состав которой входил 10-й отдельный Московский разведывательный авиационный полк. Во время подготовки операции «Багратион» перед воздушной разведкой была поставлена задача вскрыть оборону противника на направлении главного удара фронта на всю глубину. В период с ноября 1943 года по май 1944 года старший сержант А. С. Ашин в составе своего экипажа произвёл 35 боевых вылетов, из которых 23 были оценены командованием как успешные. Из этих 23 вылетов 15 были произведены в глубокий тыл немцев. При выполнении боевых задач старший сержант Ашин неоднократно проявлял смелость и инициативу при отражении атак вражеских истребителей. Умелые действия воздушного стрелка позволили другим членам экипажа эффективно выполнять свою работу. В результате экипажем самолёта-разведчика было сфотографировано более 600 квадратных километров площади в районах Витебска, Орши, Быхова, Могилёва, Шклова, была полностью вскрыта оборона противника на реке Днепр на участке Быхов — Витебск, своевременно выявлена перегруппировка сил врага, обнаружено 68 воинских эшелонов противника с общим количеством вагонов 2813 штук, 239 повозок с грузами, 61 самолёт на аэродромах. За образцовое выполнение боевых заданий командования приказом от 21 мая 1944 года старший сержант А. С. Ашин был награждён орденом Славы 3-й степени (№ 24988). 

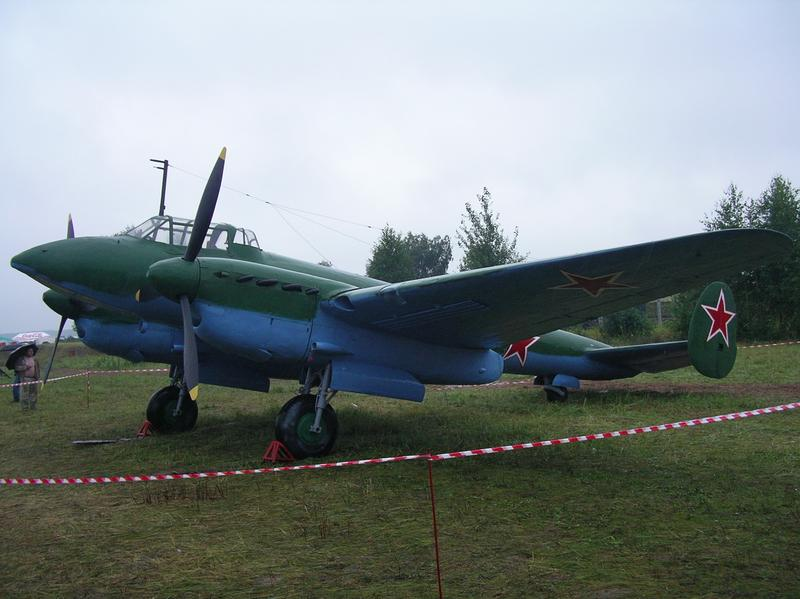
Самолёт Пе-2

### Орден Славы II степени
Летом 1943 года Красная Армия начала освобождение Белоруссии и Прибалтики. В ходе Витебско-Оршанской, Вильнюсской и Каунасской операций экипажи 10-го отдельного разведывательного авиационного полка вели преимущественно свободную разведку, во время которой выискивали места сосредоточения немецких войск, следили за перемещением колонн военной техники и воинских эшелонов неприятеля, выявляли полевые аэродромы врага. Для Александра Сергеевича особенно памятными событиями в этот период были два эпизода. Во время боёв на витебском направлении его экипаж вёл разведку в ближних тылах немцев. Как обычно Ашин напряжённо всматривался в окружающее пространство, готовый в любую минуту отразить нападение вражеских истребителей, и вдруг неожиданно заметил в стороне от курса самолёта какие-то отблески. Александр Сергеевич немедленно доложил об этом командиру, и тот развернул самолёт на цель, которой оказалась большая колонна вражеских танков, бронетранспортёров и грузовых автомашин, насчитывавшая до 400 единиц техники. Быстро связавшись с КП, стрелок-радист сообщил об обнаруженной цели. До подхода штурмовиков экипаж постоянно следил за перемещением колонны и уточнял её координаты. Во время штурмовки Ашин внимательно следил за немецкими танками, пытавшимися укрыться в ближайшем лесном массиве, и по радио наводил группы Ил-2 на цель. Колонна немецкой техники была полностью уничтожена. Второй памятный случай произошёл с Александром Сергеевичем в небе Литвы. Советские наземные войска приближались к Неману, и экипаж Ашина получил задачу сфотографировать немецкую оборону вдоль реки. Подходы к заданному участку оказались насыщены зенитной артиллерией, и выйти на цель с первого захода самолёту-разведчику не удалось. Набрав высоту, Пе-2 ушёл в немецкий тыл и вскоре вышел на цель с другой стороны. Однако было потеряно много времени, и немцы успели поднять в небо перехватчики. В момент, когда штурман вёл фотографирование, Пе-2 был атаковал тремя ФВ-190. Старший сержант А. С. Ашин вовремя заметил врага и вступил в неравный бой с истребителями противника. Отразив несколько атак и сбив один вражеский самолёт, Александр Сергеевич дал возможность пилоту удержать Пе-2 на боевом курсе, а штурману выполнить боевую задачу. Всего за время Белорусской стратегической операции А. С. Ашин в составе экипажа произвёл более 30 боевых вылетов на дальнюю и ближнюю разведку, за что был награждён орденом Отечественной войны 1-й степени.

Кабина самолёта Пе-2. Справа хорошо видно рабочее место воздушного стрелка-радиста

В ходе операции «Багратион» войска 3-го Белорусского фронта вышли к советско-германской границе в Восточной Пруссии. Немцы заранее создали на этом направлении мощную и глубокоэшелонированную систему обороны, которую советским солдатам пришлось опробовать на прочность уже во время Гумбиннен-Гольдапской операции. Ожесточённое сопротивление врага вынудило Ставку Верховного Главнокомандования перейти к оперативной обороне и приступить к разработке детального плана Восточно-Прусской стратегической операции. Большое внимание при подготовке наступления командование уделило ведению воздушной разведки. В период с октября по декабрь 1944 года старший сержант А. С. Ашин в составе экипажа произвёл 24 боевых вылета на фотографирование немецких укреплений в районах Тильзита, Инстенбурга, Гумбиннена, Лабиау и Велау. Экипажем самолёта-разведчика было заснято 3185 квадратных километров площадей, обнаружено 127 самолётов противника на аэродромах, 4707 автомашин и 1807 повозок с военными грузами, 138 железнодорожных составов и эшелонов, 11 барж на реке Неман. Ценные сведения о противнике, добытые воздушными разведчиками, позволили выявить наиболее уязвимые места в обороне противника, что в дальнейшем способствовало успешному наступлению советских войск в Восточной Пруссии. Приказом от 3 декабря 1944 года старший сержант А. С. Ашин был награждён орденом Славы 2-й степени (№ 2830).

### Орден Славы I степени
13 января 1945 года войска трёх советских фронтов при поддержке Балтийского флота перешли в решительное наступление в Восточной Пруссии. С первых дней Восточно-Прусской операции несмотря на неблагоприятные метеоусловия 10-й отдельный разведывательный авиационный полк вёл боевую работу в интересах наземных войск 3-го Белорусского фронта. В тяжёлых погодных условиях в период с 13 января по 5 февраля 1945 года экипаж Каминского-Иванова-Ашина совершил 12 боевых вылетов на разведку немецкой обороны в районы Тройбурга, Алленштайна, Растенбурга, Зенсбурга, Бранденбурга, Хайлигенбайля, Кёнигсберга, Данцига и Пиллау. Добытые разведчиками данные способствовали эффективной работе штурмовых и бомбардировочных полков 1-й воздушной армии и успеху наземных частей при прорыве сильно укреплённых оборонительных линий немцев. Один из последних боевых вылетов Александр Сергеевич совершил 5 февраля 1945 года. Его экипажу была поставлена задача произвести разведку с фотографированием западного участка обороны окружённой восточнее Кёнигсберга группировки противника. При выполнении задания одиночный самолёт-разведчик Пе-2 был атакован семью истребителями противника. В ожесточённом воздушном бою воздушный стрелок А. С. Ашин сбил один вражеский самолёт, но силы были слишком неравными. Немцам удалось зажечь Пе-2. На пылающем самолёте экипаж дотянул до линии фронта, где воспользовался парашютами. Но едва воздушные разведчики покинули кабину горящей машины, самолёт взорвался в воздухе. Все члены экипажа получили тяжёлые осколочные ранения. На земле их подобрали бойцы передовых частей Красной Армии и эвакуировали в госпиталь.

А. С. Ашин на встрече со школьниками Мурома. 1960 год

В свой полк Александр Сергеевич вернулся уже после завершения боёв в Восточной Пруссии. К концу войны на личном боевом счету воздушного стрелка-радиста А. С. Ашина значилось 211 боевых вылетов и 5 сбитых самолётов противника. За мужество и доблесть, проявленные в боях на кёнигсбергском направлении, указом Президиума Верховного Совета СССР от 15 мая 1946 года старший сержант А. С. Ашин был награждён орденом Славы 1-й степени (№ 1884).

### После войны
После окончания Великой Отечественной войны 10-й отдельный Московско-Кёнигсбергский Краснознамённый ордена Суворова авиационный полк передислоцировался в город Пинск. В феврале 1946 года старший сержант А. С. Ашин был демобилизован. Александр Сергеевич вернулся в Муром. Окончив два курса машиностроительного техникума, работал инспектором по кадрам, диспетчером и инструментальщиком на Муромском фанерном заводе. Часто выступал перед школьниками, студентами и военнослужащими-срочниками с рассказами о военных буднях разведчиков-авиаторов. Умер Александр Сергеевич 5 декабря 1974 года. Похоронен в Муроме.

## Награды
- Орден Отечественной войны 1-й степени (08.08.1944)[15];
- орден Отечественной войны 2-й степени (14.08.1943)[13];
- орден Красной Звезды (18.04.1943)[8];
- орден Славы 1-й степени (15.05.1946)[1];
- орден Славы 2-й степени (03.12.1944)[16];
- орден Славы 3-й степени (21.05.1944)[9];
- медали.

## Документы
- Общедоступный электронный банк документов «Подвиг Народа в Великой Отечественной войне 1941—1945 гг.» Архивировано из оригинала 13 марта 2012 года. Номера в базе данных:

Орден Отечественной войны 1-й степени (архивный реквизит 34770793).
Орден Отечественной войны 2-й степени (архивный реквизит 18585532).
Орден Красной Звезды (архивный реквизит 150472518).
Орден Славы 2-й степени (архивный реквизит 34228934).
Орден Славы 3-й степени (архивный реквизит 19803035).